# Gabou (Meri)
Pour les articles homonymes, voir Gabou.
Gabou est une localité du Cameroun située dans l'arrondissement de Meri, le département du Diamaré et la région de l’Extrême-Nord.  Elle fait partie du canton de Ouazzang.

## Localisation
Gabou est localisé à 10°39‘ et 14°06‘, sur la route allant de Maroua à Douvangar.

## Population
Lors du dernier recensement de 2005, la population était estimée à 1 127 habitants, soit 518 hommes (45,96%) pour 609 femmes (54,04%). Cette population représente 1,29 % de la population de la commune de Méri estimée à 86 834 habitants. L’ethnie dominante est constituée par les Moufou.